# آلساندرو چیکونینی
آلساندرو چیکونینی (ایتالیایی: Alessandro Cicognini؛ ‏ ۱۵ ژانویهٔ ۱۹۰۶ – ۹ نوامبر ۱۹۹۵) موسیقی‌دان و آهنگساز اهل ایتالیا بود.

## گزیدهٔ فیلم‌شناسی
- چه چیزی گیلبرت گریپ را آزار می‌دهد (۱۹۹۳) - در آن از موسیقی ایستگاه آخر استفاده شده است.
- آخرین داوری (۱۹۶۱)
- دن کامیلو: عالی‌جناب (۱۹۶۱)
- یک دم رسوایی (۱۹۶۰)
- در ناپل شروع شد (۱۹۶۰)
- ثعلب سیاه (۱۹۵۸)
- آنا از بروکلین (۱۹۵۸)
- سقف (۱۹۵۶)
- دوهمسری (۱۹۵۶)
- دن کامیلو و عالی‌جناب پپونه (۱۹۵۵)
- نان، عشق و … (۱۹۵۵)
- فصل تابستان (۱۹۵۵)
- اولیس (۱۹۵۴)
- حیف که او بدذات است (۱۹۵۴)
- طلای ناپل (۱۹۵۴)
- نان، عشق و رؤیاها (۱۹۵۳)
- ما، زنان (۱۹۵۳)
- ایستگاه آخر (۱۹۵۳)
- قهرمانان یکشنبه (۱۹۵۳)
- دو شاهی امید (۱۹۵۲)
- اومبرتو دی (۱۹۵۲)
- پلیس‌ها و دزدها (۱۹۵۱)
- معجزه در میلان (۱۹۵۱)
- شاهین نیل (۱۹۵۰)
- دزد دوچرخه (۱۹۴۸)
- بینوایان (۱۹۴۸)
- واکسی (۱۹۴۶)
- عشق‌های حزن‌انگیز (۱۹۴۳)
- چهار قدم در ابرها (۱۹۴۲)
- نخستین عشق (۱۹۴۱)
- نغمه‌های جاویدان (۱۹۴۰)
- ورای عشق (۱۹۴۰)
- دون پاسکواله (۱۹۴۰)